# 透明度报告
透明度报告（英語：transparency report）是一个公司定期发布的一种声明，披露各种与用户数据、记录或内容相关的请求的统计。透明度报告通常披露哪些实权政府在特定时间段请求或要求数据或记录的频次。这种企业透明度的形式使公众得以辨别政府通过搜查令、法院传票及其他方式得以访问多少个人信息。部分透明度报告描述了遵守政府行动或版权规定删除内容的频率和数量。披露透明度报告还有助于人们了解网上讨论之内容监管的适当范围与权力。Google在2010年最先发布了一份透明度报告，Twitter则在2012年紧随其后。其他公司在2013年的全球监视披露之后也开始发布透明度报告，并且发布的公司自那之后迅速增长。透明度报告目前由各个技术和通信公司发布，包括Google、微软、威訊、AT&T、Twitter、蘋果公司、Dropbox、Meta、雅虎和CloudFlare。多个公司和倡议团体已游说美国政府允许在报告中披露秘密请求（例如gag orders，包括国家安全信函）的数量范围。

## 政府要求逐年增长

### Google
Google的第十份透明度报告表明，政府对数据的要求近年来有所增长。此报告显示了2014年上半年的政府要求，该公司表示，它包括来自美国外国情报局、监视法案（FISA）和通过国家安全信函（NSL）的要求。“根据公司的数据，FISA和NSL的要求在六个月内增长了15%，在五年报告期内的10个报告中增长了150％。这是全球性的。在美国，同一时期的数字是19％和250％。”Google法务总监理查德·萨尔加多（Richard Salgado）接受政府有必要打击犯罪和应对威胁的理由，但也需要考虑数据要求的负面效果。“尽管有这些启示，我们已经看到一些国家扩大其监管机构，试图覆盖其边境以外的服务提供商，”他还提到：“各国政府在打击犯罪和调查国家安全威胁方面发挥着合法和重要的作用。为了保持公众对政府和科技的信心，我们需要立法改革，确保监察权力是透明的、在法律范围内，并受到独立监督。”该报告显示，美国对Google用户的数据提出了最多的要求，Google表示，它发出了12,539次请求，影响了大约22,000个帐户。并补充道，它为其中84%的案例提供了数据。
在英国共收到涵盖1,991个用户或帐户的1,535个请求，Google为其中72%的请求提供了数据。

### Yahoo
发布于2014年9月25日的雅虎透明度报告指出，共有30,511名用户受到18,594个政府数据请求的影响，而而57,324个帐户受到29,470个政府请求的影响。但是，这两个数字都不包括按FISA法令发出的秘密请求。 在2013年7月1日至2013年12月31日的6个月内，它共收到了在0-1998条范围内的FISA用户数据请求，影响最多54,997名用户（包括国家安全信函）。与2013年1月1日至2013年6月30日6个月相比，那时有32,997个账户受到影响。从图中我们可以看出，虽然数据请求的总数下降，但按FISA法令批准的数据请求数量明显增加。总体而言，受政府数据请求影响的帐户中，有41%的请求来自美国政府。

## 目的
透明度报告可出于各种目的发布。其中一个目的是，澄清政府要求多少信息，如何评估这些要求，以及接收的实体如何回应。此信息有助于消费者得出结论，增加对发布者的信任度。
但是，关于透明度报告揭露内容的确实性仍存在争论。一些批评者认为，纯粹的请求数量可能误导消费者，因为大多数实体对其收到的请求数量、请求广度以及最终遵守的请求数量几乎没有控制。
诸如Google、Microsoft、Yahoo、Facebook以及Twitter等公司均发布透明度报告，他们列明了各公司收到的政府数据请求的类型和数量。这些报告包括确切的数字，并为政府行动带来了一线阳光。但是，美国政府不允许公司报告国家安全请求的确切数量，根据“外国情报监视法”（FISA）第702节、“爱国者法”第215节提出的或由国家安全信函请求的数量。因此，它们只能提供一个模糊的、汇总的数字范围，即使政府允许公司发布这些数据也是如此。Google可能发布国家安全信函的信息，但不能发布FISA信息。Facebook可能发布FISA信息，但必须将数据与NSL信息汇总。因此，消费者无法看到政府数据请求的真实数量。电子前哨基金会等批评这种政策，认为没有明确的国家安全理由阻止实体发布此类信息。

## 政府与公司间的冲突
2013年6月，Google要求司法部允许披露其收到的FISA请求数量的详细信息。微软、雅虎和Facebook也随后跟进。但是，司法部拒绝了这些要求，并且只向这些公司提供经大量节选的论据内容。
Google法律总监理查德·萨尔加多不得不对FISA的要求说：“我们想要更进一步。我们相信您有权知道各个政府对我们和其他公司提出了什么样的要求。然而，美国司法部辩称，美国法律不允许我们分享我们可能收到的一些国家安全要求的信息。具体来说，美国政府认为，根据“外国情报监视法”，我们无法分享有关我们收到的请求（如果有）的信息。但你应该知道。”
“我们的发言受到法律的限制，这些法律禁止这样做，乃至我们这样的服务提供者会因披露国家安全信函（NSL）和外国情报监控法（FISA）法院命令的确切数量而被定罪——即使该数字为零。”——Twitter副总裁Ben Lee
2014年10月7日，Twitter宣布将对美国政府提起诉讼，指其违反宪法第一修正案中的言论自由权。透明度报告将披露Twitter收到了多少国家安全信函（NSL）和外国情报监视法（FISA）指令。他们向司法部提交了一份透明度报告草案，并对其进行了几个月的讨论。但Twitter仍然无法获得允许其发布的许可，甚至政府提供报告的编辑版本也不行。FBI对其立场的反应是，Twitter想要发布的信息是分类的，不能公开发布，他们还根据2014年1月27日提供的框架说，Twitter仅获准对其收到的所有国家安全法律程序影响的帐户总数的量级进行描述，但不能对该描述进行量化，具体的细节远远超出2014年1月27日框架允许的范围和披露适当分类的信息。

### 有关政府
美国政府于2013年8月30日宣布将发布自己形式的透明度报告。国家情报局局长詹姆斯·克拉珀在其办公室的Tumblr博客宣布了他的变化。他说，在奥巴马总统下令解密尽可能多的情报信息后，这一决定将自然而然地发生。国家安全信函、国外情报监视法（FISA）业务记录请求，FISA一个登记/陷阱和跟踪请求的总数将在该透明度报告中说明。除此之外，报告还将包括每个请求中的被调查目标数量。该数字将在请求被发出的12个月后反映。该报告受到了当时在华盛顿邮报中一个匿名消息源提到的从前NSA承包商爱德华·斯诺登泄漏的监控程序的影响。Google、Twitter和Meta都发布了自己形式的透明度报告，但他们不被允许在其报告中发布此类信息。